# ヴァネッサ・ジェームス
ヴァネッサ・ジェームス・アモロス（英語: Vanessa James Amoros、1987年9月27日 - ）は、カナダ出身、イギリス、フランスの女性フィギュアスケート選手。ペアパートナーはエリック・ラドフォード、元パートナーはモルガン・シプレ、マクシマン・コイーア、ヤニック・ボヌール、ハミッシュ・ゲイマン。
2005年イギリスフィギュアスケート選手権優勝（女子シングル）。その後、ペアスケーティング選手に転向し、2010年バンクーバーオリンピック・2014年ソチオリンピックフランス代表、2019年欧州選手権・2018年グランプリファイナル優勝。2018年世界選手権3位、2022年世界選手権3位。
双子の姉妹メリッサ・ジェームスもフィギュアスケート選手である。

## 人物
カナダで生まれ、アメリカで育った。父親がバミューダ諸島出身だったことからイギリスのパスポートを取得、イギリス所属の女子シングル選手として国際大会に出場した。所属国にかかわらずアメリカを拠点にしていたが、フランスのヤニック・ボヌールとのペアを2008年に結成してからフランスに拠点を移す。2009年にフランスに帰化した。

## 経歴
当初はアメリカで競技をしていた。2005年に所属をイギリスに移し、同年（2005-2006シーズン）のイギリス選手権で優勝。黒人選手の優勝は初めてのことであった。翌年の同選手権では2位。
イギリスのハミッシュ・ゲイマンとペアを結成したものの、解散。2008-2009シーズンからはフランスのヤニック・ボヌールとペアを結成し、フランス所属の選手として国際大会に出場。世界選手権で12位に入り、この成績により翌年開催のバンクーバーオリンピックペア競技へのフランス選手の出場枠を獲得。
2009-2010年シーズンもフランストップペアとしての成績を残す。2009年12月22日にフランス帰化が認められ、バンクーバーオリンピックフランス代表となった。
バンクーバーオリンピックでは14位、世界選手権では12位の成績を残すがシーズン終了後ボヌールとのペアを解消、新たにマクシマン・コイーアとペアを結成したものの、まもなく解消。2010年9月9日、パリ・ベルシーにおけるフランス氷上競技連盟のテストスケートの結果、新たにモルガン・シプレと組むことになった。翌シーズンよりペアとして競技会に参加。フランス選手権では2位だったものの、欧州選手権ではフランスのペアでは最高位の6位となる。その結果、世界選手権の代表に選出された。
2012-2013シーズン、ネーベルホルン杯で初めて国際大会のメダルを獲得。フランス選手権では優勝、チャレンジカップでは国際大会初優勝など、出場した大会全てで、前年の成績を上回った。
2013-2014シーズン、シプレが右手首を負傷し手術。練習が行えないためにネーベルホルン杯と国内戦のマスターズ、スケートアメリカを欠場。エリック・ボンパール杯には出場し5位。欧州選手権のFSではペアでは異例の3回転トウループ+3回転トウループのコンビネーションジャンプを試みるも転倒、結果は5位となった。ソチオリンピックでは10位。世界選手権のFSは最後のリフトで落下するミスを犯した。シーズンオフにはコーチをスタニスラフ・モロゾフに変更した。
2014-2015シーズン、夏に練習拠点をモスクワに移したものの、秋にはすぐにフランスに戻り、元のクロード・ペリ＝テベナールに師事した。
2015-2016シーズン、エリック・ボンパール杯はFSの前に中止となるも、SPで2位となり銀メダルを獲得した。フランスのペアがISU主催の国際大会でメダルを獲得したのは、2003年欧州選手権でサラ・アビトボル/ステファン・ベルナディス組が銀メダルを獲得して以来、13シーズンぶりのことである。
2016-2017シーズン、ジョン・ジマーマンとジェレミー・バレットにコーチを変更し、アメリカ・コーラルスプリングスに練習拠点を移した。欧州選手権では3位に入り、フランスのペアとして14年ぶりに表彰台に立った。
2020年9月、シプレが自らの起こした事件により選手活動から引退、ペアは解散となる。
2021-2022シーズン、4月に元カナダ代表ペアスケーターであったエリック・ラドフォードと新たにペアを結成、カナダ代表として活動を始めることを発表した。

## 主な戦績

### ペア

#### カナダ代表（2021-22シーズンから）
- エリック・ラドフォードとのペア

| 大会/年              | 2021-22 |
| -------------------- | ------- |
| 冬季オリンピック     | 12      |
| 世界選手権           | 3       |
| カナダ選手権         | WD      |
| GPフランス国際       | 4       |
| GPスケートカナダ     | 4       |
| CSオータムクラシック | 2       |
| CSフィンランディア杯 | 5       |
| CSゴールデンスピン   | 4       |
| 団体戦               |         |
| 冬季オリンピック     | 4       |

#### フランス代表（2019-20シーズンまで）
- 2008-2010シーズンまではヤニック・ボヌールとのペア
- 2010-2011シーズンからはモルガン・シプレとのペア

| 大会/年                    | 2008-09 | 2009-10 | 2011-12 | 2012-13 | 2013-14 | 2014-15 | 2015-16 | 2016-17 | 2017-18 | 2018-19 |
| -------------------------- | ------- | ------- | ------- | ------- | ------- | ------- | ------- | ------- | ------- | ------- |
| 冬季オリンピック           |         | 14      |         |         | 10      |         |         |         | 5       |         |
| 世界選手権                 | 12      | 12      | 16      | 8       | 10      | 9       | 10      | 8       | 3       | 5       |
| 欧州選手権                 | 10      | 7       | 6       | 4       | 5       | 5       | 4       | 3       | 4       | 1       |
| フランス選手権             | 棄権    | 1       | 2       | 1       | 1       | 1       | 1       | 1       |         | 1       |
| GPファイナル               |         |         |         |         |         |         |         |         |         | 1       |
| GPフランス国際             | 7       | 8       | 8       | 6       | 5       | 5       | 2       | 3       | 2       | 1       |
| GPスケートアメリカ         |         |         |         | 4       |         |         |         | 4       |         |         |
| GP NHK杯                   |         |         |         |         |         |         | 6       |         |         |         |
| GPスケートカナダ           |         |         |         |         |         | 5       |         |         | 3       | 1       |
| GP中国杯                   |         | 8       |         |         |         |         |         |         |         |         |
| CSオータムクラシック       |         |         |         |         |         |         |         | 2       | 1       | 1       |
| CSネーベルホルン杯         |         | 6       |         | 3       |         | 4       | 3       |         |         |         |
| チロル杯                   |         |         |         |         |         |         | 2       |         |         |         |
| ユニバーシアード           |         |         |         |         |         | 3       |         |         |         |         |
| デンコヴァ・スタビスキー杯 |         |         |         |         | 1       |         |         |         |         |         |
| チャレンジカップ           |         |         |         | 1       |         |         |         |         |         |         |
| NRW杯                      |         |         |         | 3       |         |         |         |         |         |         |
| ネペラ記念                 |         |         | 5       |         |         |         |         |         |         |         |
| ニース杯                   |         |         | 5       |         |         |         |         |         |         |         |
| 団体戦                     |         |         |         |         |         |         |         |         |         |         |
| 冬季オリンピック           |         |         |         |         | 6       |         |         |         | 10      |         |
| 世界国別対抗戦             | T4 / P5 |         |         | T6 / P4 |         | T6 / P5 |         | T6 / P1 |         | T4 / P1 |

#### 詳細
| 2018-2019 シーズン    |                                                          |         |           |          |
| 開催日                | 大会名                                                   | SP      | FS        | 結果     |
| 2019年3月20日 - 24日  | 2019年世界フィギュアスケート選手権（さいたま）           | 7 68.67 | 3 146.52  | 5 215.19 |
| 2019年1月21日 - 27日  | 2019年ヨーロッパフィギュアスケート選手権（ミンスク）     | 1 76.55 | 1 149.11  | 1 225.66 |
| 2018年12月13日 - 15日 | フランス選手権（ヴォジャニー）                           | 1 82.70 | 21 158.27 | 1 240.97 |
| 2018年12月5日 - 9日   | 2018/2019 ISUグランプリファイナル（バンクーバー）        | 4 71.51 | 1 148.37  | 1 219.88 |
| 2018年11月23日 - 25日 | ISUグランプリシリーズ 2018年フランス国際（グルノーブル） | 3 65.24 | 1 140.53  | 1 205.77 |
| 2018年10月26日 - 28日 | ISUグランプリシリーズ2018年スケートカナダ（ラヴァル）    | 1 74.51 | 1 147.30  | 1 221.81 |
| 2018年9月20日 - 22日  | CSオータムクラシック（オークビル）                       | 1 73.81 | 1 136.40  | 1 210.21 |

| 2017-2018 シーズン    |                                                               |         |          |          |
| 開催日                | 大会名                                                        | SP      | FS       | 結果     |
| 2018年3月21日 - 25日  | 2018年世界フィギュアスケート選手権（ミラノ）                  | 3 75.32 | 3 143.04 | 3 218.36 |
| 2018年2月14日 - 15日  | 2018年平昌オリンピック（平昌）                                | 6 75.34 | 5 143.19 | 5 218.53 |
| 2018年2月9日 - 12日   | 2018年平昌オリンピック 団体戦（平昌）                         | 6 68.49 | -        | 10 団体  |
| 2018年1月17日 - 20日  | 2018年ヨーロッパフィギュアスケート選手権（モスクワ）          | 1 75.52 | 4 134.65 | 4 210.17 |
| 2017年11月17日 - 19日 | ISUグランプリシリーズフランス国際（グルノーブル）             | 2 73.18 | 1 141.14 | 2 214.32 |
| 2017年10月27日 - 29日 | ISUグランプリシリーズスケートカナダ（レジャイナ）             | 3 73.04 | 2 141.33 | 3 214.37 |
| 2017年9月20日 - 23日  | ISUチャレンジャーシリーズオータムクラシック（ピエールフォン） | 2 73.48 | 1 137.00 | 1 210.48 |

| 2016-2017 シーズン      |                                                                |          |          |                   |
| 開催日                  | 大会名                                                         | SP       | FS       | 結果              |
| 2017年4月20日 - 23日    | 2017年世界フィギュアスケート国別対抗戦（東京）                 | 1 75.72  | 1 146.87 | 6 団体 （222.59） |
| 2017年3月27日 - 4月2日  | 2017年世界フィギュアスケート選手権（ヘルシンキ）               | 10 70.10 | 6 134.58 | 8 204.68          |
| 2017年1月25日 - 29日    | 2017年ヨーロッパフィギュアスケート選手権（オストラヴァ）       | 2 74.18  | 3 145.84 | 3 220.02          |
| 2016年12月15日 - 17日   | フランスフィギュアスケート選手権（カーン）                     | 1 68.17  | 1 130.26 | 1 198.43          |
| 2016年11月11日 - 13日   | ISUグランプリシリーズ フランス杯（パリ）                       | 4 66.05  | 2 132.53 | 3 198.58          |
| 2016年10月21日 - 23日   | ISUグランプリシリーズ スケートアメリカ（シカゴ）               | 4 65.78  | 7 108.87 | 4 174.65          |
| 2016年9月29日 - 10月1日 | ISUチャレンジャーシリーズ オータムクラシック（ピエールフォン） | 3 65.58  | 2 133.32 | 2 198.90          |

| 2015-2016 シーズン     |                                                                  |         |           |           |
| 開催日                 | 大会名                                                           | SP      | FS        | 結果      |
| 2016年3月26日 - 4月3日 | 2016年世界フィギュアスケート選手権（ボストン）                   | 9 66.69 | 10 119.14 | 10 185.83 |
| 2016年3月9日 - 13日    | 2016年チロル杯（インスブルック）                                 | 2 60.14 | 2 113.14  | 2 173.28  |
| 2016年1月25日 - 31日   | 2016年ヨーロッパフィギュアスケート選手権（ブラチスラヴァ）       | 5 62.10 | 5 123.45  | 4 185.55  |
| 2015年12月17日 - 19日  | フランスフィギュアスケート選手権（エピナル）                     | 1 68.13 | 1 130.63  | 1 198.76  |
| 2015年11月27日 - 29日  | ISUグランプリシリーズ NHK杯（長野）                              | 6 61.91 | 4 118.29  | 6 180.20  |
| 2015年11月13日 - 15日  | ISUグランプリシリーズ エリック・ボンパール杯（ボルドー）         | 2 65.75 | 中止      | 2         |
| 2015年9月23日 - 26日   | ISUチャレンジャーシリーズ ネーベルホルン杯（オーベルストドルフ） | 3 58.34 | 3 113.84  | 3 113.84  |

| 2014-2015 シーズン       |                                                                  |          |          |          |
| 開催日                   | 大会名                                                           | SP       | FS       | 結果     |
| 2015年4月16日 - 19日     | 2015年世界フィギュアスケート国別対抗戦（東京）                   | 5 58.66  | 5 109.31 | 6 団体   |
| 2015年3月23日 - 29日     | 2015年世界フィギュアスケート選手権（上海）                       | 12 58.28 | 8 119.06 | 9 177.34 |
| 2015年2月4日 - 14日      | ユニバーシアード冬季競技大会（グラナダ）                         | 4 57.28  | 3 110.91 | 3 168.19 |
| 2015年1月26日 - 2月1日   | 2015年ヨーロッパフィギュアスケート選手権（ストックホルム）       | 3 60.13  | 6 107.16 | 5 167.29 |
| 2014年12月18日 - 21日    | フランスフィギュアスケート選手権（ムジェーヴ）                   | 1 59.40  | 1 112.12 | 1 171.52 |
| 2014年11月21日 - 23日    | ISUグランプリシリーズ エリック・ボンパール杯（ボルドー）         | 5 54.20  | 5 113.68 | 5 167.88 |
| 2014年10月31日 - 11月2日 | ISUグランプリシリーズ スケートカナダ（ケロウナ）                 | 5 56.47  | 5 105.32 | 5 161.79 |
| 2014年9月24日 - 27日     | ISUチャレンジャーシリーズ ネーベルホルン杯（オーベルストドルフ） | 4 55.18  | 4 108.97 | 4 164.15 |

| 2013-2014 シーズン       |                                                        |          |           |           |
| 開催日                   | 大会名                                                 | SP       | FS        | 結果      |
| 2014年3月24日 - 30日     | 2014年世界フィギュアスケート選手権（さいたま）         | 9 64.01  | 8 119.89  | 10 183.90 |
| 2014年2月6日 - 22日      | ソチオリンピック（ソチ）                               | 10 65.36 | 11 114.07 | 10 179.43 |
| 2014年2月6日 - 22日      | ソチオリンピック 団体戦（ソチ）                        | 7 57.45  | -         | 6 団体    |
| 2014年1月13日 - 19日     | 2014年ヨーロッパフィギュアスケート選手権（ブダペスト） | 6 63.23  | 5 122.25  | 5 185.48  |
| 2013年12月12日 - 15日    | フランスフィギュアスケート選手権（ヴォジャニー）       | 1 62.14  | 1 115.04  | 1 177.18  |
| 2013年11月28日 - 12月1日 | 2013年デンコヴァ・スタビスキー杯（ソフィア）           | 1 56.66  | 1 109.99  | 1 166.65  |
| 2013年11月15日 - 17日    | ISUグランプリシリーズ エリックボンパール杯（パリ）     | 5 56.78  | 4 115.49  | 5 172.27  |

| 2012-2013 シーズン    |                                                      |         |          |          |
| 開催日                | 大会名                                               | SP      | FS       | 結果     |
| 2013年4月11日 - 14日  | 2013年世界フィギュアスケート国別対抗戦（東京）       | 3 58.73 | 4 115.58 | 4 174.31 |
| 2013年3月10日 - 17日  | 2013年世界フィギュアスケート選手権（ロンドン）       | 8 60.98 | 8 119.19 | 8 180.17 |
| 2013年2月21日 - 24日  | 2013年チャレンジカップ（ハーグ）                     | 1 65.41 | 1 124.41 | 1 189.82 |
| 2013年1月23日 - 27日  | 2013年ヨーロッパフィギュアスケート選手権（ザグレブ） | 4 59.27 | 4 119.54 | 4 178.81 |
| 2012年12月13日 - 16日 | フランスフィギュアスケート選手権（ストラスブール）   | 1 58.21 | 1 103.80 | 1 162.01 |
| 2012年12月4日 - 9日   | 2012年NRW杯（ドルトムント）                          | 2 60.49 | 3 110.54 | 3 171.03 |
| 2012年11月16日 - 18日 | ISUグランプリシリーズ エリック・ボンパール杯（パリ） | 7 51.44 | 4 112.21 | 6 163.65 |
| 2012年10月19日 - 21日 | ISUグランプリシリーズ スケートアメリカ（ケント）     | 4 55.76 | 4 111.90 | 4 167.66 |
| 2012年9月27日 - 29日  | 2012年ネーベルホルン杯（オーベルストドルフ）         | 3 55.00 | 4 96.52  | 3 151.52 |

| 2011-2012 シーズン    |                                                            |         |          |          |           |
| 開催日                | 大会名                                                     | 予選    | SP       | FS       | 結果      |
| 2012年3月26日-4月1日  | 2012年世界フィギュアスケート選手権（ニース）               | 2 96.48 | 13 50.51 | 16 80.19 | 16 130.70 |
| 2012年1月23日-29日    | 2012年ヨーロッパフィギュアスケート選手権（シェフィールド） | -       | 8 51.81  | 6 100.12 | 6 151.93  |
| 2011年12月16日-18日   | フランスフィギュアスケート選手権（ダンマリー＝レ＝リス）   | -       | 1 53.84  | 2 74.99  | 2 128.83  |
| 2011年11月18日-20日   | ISUグランプリシリーズ エリック・ボンパール杯（パリ）       | -       | 8 44.86  | 7 88.45  | 8 133.31  |
| 2011年10月26日-30日   | 2011年ニース杯（ニース）                                   | -       | 5 53.04  | 5 92.75  | 5 143.87  |
| 2011年9月29日-10月2日 | 2011年オンドレイネペラメモリアル（ブラチスラヴァ）         | -       | 5 35.00  | 5 90.93  | 5 125.93  |

| 2009-2010 シーズン    |                                                      |          |          |           |
| 開催日                | 大会名                                               | SP       | FS       | 結果      |
| 2010年3月23日 - 24日  | 2010年世界フィギュアスケート選手権（トリノ）         | 10 55.60 | 13 90.98 | 12 146.58 |
| 2010年2月14日 - 15日  | バンクーバーオリンピック（バンクーバー）             | 15 51.16 | 14 93.94 | 14 145.10 |
| 2010年1月19日 - 20日  | 2010年ヨーロッパフィギュアスケート選手権（タリン）   | 7 52.04  | 7 99.24  | 7 151.28  |
| 2009年12月18日 - 19日 | フランスフィギュアスケート選手権（マルセイユ）       | 2 52.04  | 1 99.40  | 1 151.44  |
| 2009年10月30日 - 31日 | ISUグランプリシリーズ 中国杯（北京）                 | 8 47.28  | 8 87.49  | 8 134.77  |
| 2009年10月16日 - 17日 | ISUグランプリシリーズ エリック・ボンパール杯（パリ） | 8 38.96  | 8 79.70  | 8 118.66  |
| 2009年9月24日 - 25日  | 2009年ネーベルホルン杯（オーベルストドルフ）         | 8 47.74  | 6 97.76  | 6 145.50  |

| 2008-2009 シーズン    |                                                        |          |          |           |
| 開催日                | 大会名                                                 | SP       | FS       | 結果      |
| 2009年4月17日 - 18日  | 2009年世界フィギュアスケート国別対抗戦（東京）         | 5 46.20  | 6 82.59  | 5 128.79  |
| 2009年3月24日 - 25日  | 2009年世界フィギュアスケート選手権（ロサンゼルス）     | 17 44.10 | 11 95.24 | 12 139.34 |
| 2009年1月20日 - 25日  | 2009年ヨーロッパフィギュアスケート選手権（ヘルシンキ） | 12 43.88 | 9 83.83  | 10 127.71 |
| 2008年12月19日 - 21日 | フランスフィギュアスケート選手権（コルマール）         | 3 40.90  | -        | 棄権      |
| 2008年11月14日 - 16日 | ISUグランプリシリーズ エリック・ボンパール杯（パリ）   | 7 44.34  | 8 76.81  | 7 121.15  |

### 女子シングル

#### イギリス代表（2007-08シーズンまで）

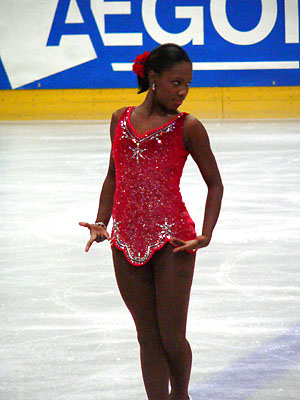
2006年JGPハーグでのジェームス

| 大会/年                                      | 2005-06 | 2006-07 | 2007-08 |
| -------------------------------------------- | ------- | ------- | ------- |
| イギリス選手権                               | 1       | 2       |         |
| ニース杯                                     |         |         | 3       |
| 世界Jr.選手権                                |         | 27      |         |
| JGPハーグ                                    |         | 8       |         |
| オーストラリアユースオリピックフェスティバル |         | 4       |         |

#### 詳細
| 2007-2008 シーズン    |                          |         |         |          |
| 開催日                | 大会名                   | SP      | FS      | 結果     |
| 2007年10月19日 - 21日 | 2007年ニース杯（ニース） | 3 44.80 | 5 76.42 | 3 121.22 |

| 2006-2007 シーズン     |                                                                  |          |         |          |
| 開催日                 | 大会名                                                           | SP       | FS      | 結果     |
| 2007年2月26日 - 3月4日 | 2007年世界ジュニアフィギュアスケート選手権（オーベルストドルフ） | 26 37.35 | -       | 27       |
| 2007年1月19日 - 20日   | オーストラリアユースオリピックフェスティバル（シドニー）         | 2 43.80  | 5 65.55 | 4 109.35 |
| 2007年1月9日 - 13日    | イギリスフィギュアスケート選手権（ノッティンガム）               | 2 35.96  | 1 79.32 | 2 115.28 |
| 2006年10月5日 - 8日    | ISUジュニアグランプリ ハーグ（ハーグ）                           | 17 33.42 | 6 74.07 | 8 108.12 |

| 2005-2006 シーズン       |                                                    |         |         |         |
| 開催日                   | 大会名                                             | SP      | FS      | 結果    |
| 2005年11月29日 - 12月3日 | イギリスフィギュアスケート選手権（シェフィールド） | 2 34.57 | 1 63.14 | 1 95.71 |

## プログラム使用曲
- 2006-2007シーズンは女子シングル
- 2008-2009シーズン以降はペア

| シーズン  | SP | FS | EX |
| --------- | --- | --- | --- |
| 2018-2019 | Uninvited 映画『シティ・オブ・エンジェル』より 曲：アラニス・モリセット 振付：ギヨーム・シゼロン                                                                          | Wicked Game 演奏：Ursine Vulpine (ft. Annaca) 作曲：クリス・アイザック 振付：チャーリー・ホワイト                                                                                  | The Way You Make Me Feel Black Or White 歌：マイケル・ジャクソンSomeone You Loved 曲：ルイス・キャパルディ                         |
| 2017-2018 | Make It Rain 歌：エド・シーラン 作曲：フォイ・ヴァンス 編曲：マキシム・ロドリゲス                                                                                         | サウンド・オブ・サイレンス 演奏：ディスターブド 作曲：サイモン&ガーファンクル 編曲：マキシム・ロドリゲス Say Something 歌：ア・グレイト・ビッグ・ワールド クリスティーナ・アギレラ | The Way You Make Me Feel Black Or White 歌：マイケル・ジャクソンAngel ピアノリミックス 作曲：ザ・ウィークエンド 編曲：The Theorist |
| 2016-2017 | Earned It （映画『フィフティ・シェイズ・オブ・グレイ』より） 作曲：ザ・ウィークエンド 編曲：マキシム・ロドリゲス                                                          | サウンド・オブ・サイレンス 演奏：ディスターブド 編曲：マキシム・ロドリゲス | Belle ミュージカル『ノートルダム・ド・パリ』より ボーカル：ガルーUnsteady 曲：X・アンバサダーズ                                    |
| 2015-2016 | I Put A Spell On You ボーカル：ジョス・ストーン | Oh Verona （映画『ロミオ+ジュリエット』サウンドトラックより） 作曲：クレイグ・アームストロング 映画『ロミオとジュリエット』サウンドトラックより 作曲：アベル・コジェニオウスキ     | Scared Of Lonely ボーカル：ビヨンセ                                                                                                |
| 2014-2015 | ラ・クンパルシータ 作曲：ヘラルド・マトス・ロドリゲス映画『ムーラン・ルージュ』 サウンドトラックより                                                                      | 映画『天使と悪魔』サウンドトラックより 作曲：ハンス・ジマー 天国と地獄 作曲：ヴァンゲリス 映画『レクイエム・フォー・ドリーム』サウンドトラックより 作曲：クリント・マンセル        | Scared Of Lonely ボーカル：ビヨンセ                                                                                                |
| 2013-2014 | Minnie the Moocher 演奏：キャブ・キャロウェイ ジャンピンジャック 演奏：ビッグバッドブードゥーダディある恋の物語 演奏：ペレス・プラード Played A Live 演奏：サフリ・デュオ | 映画『天使と悪魔』サウンドトラックより 作曲：ハンス・ジマー 天国と地獄 作曲：ヴァンゲリス 映画『レクイエム・フォー・ドリーム』サウンドトラックより 作曲：クリント・マンセル        | Hit The Road Jack ボーカル：レイ・チャールズ                                                                                       |
| 2012-2013 | ある恋の物語 演奏：ペレス・プラード Played A Live 演奏：サフリ・デュオ | 映画『パール・ハーバー』サウンドトラックより 作曲：ハンス・ジマー | 永遠に愛されて ボーカル：フェイス・ヒル                                                                                            |
| 2011-2012 | ロクサーヌのタンゴ 映画『ムーラン・ルージュ』より 作曲：クレイグ・アームストロング                                                                                        | ノスタルジア 作曲：ヤニー | This Business of Love by Wall of Voodoo                                                                                            |
| 2009-2010 | タンゴ 演奏：ゴタン・プロジェクト | 映画『ロミオ+ジュリエット』より 作曲：ネリー・フーパー | |
| 2008-2009 | クレイジー・ダイアモンド（第1部） 作曲：ピンク・フロイド | 映画『ロミオ+ジュリエット』より 作曲：ネリー・フーパー | |
| 2006-2007 | マラゲーニャ 演奏：エルネスト・レクオーナ | 黒くぬれ! 曲：ローリング・ストーンズ | |